# インテリジェンス
インテリジェンス（英: intelligence）は意思決定のために情報を分析して得られる知見、またそれを得る機構である。すなわち情報のうち意思決定に利用可能な真実味の高い情報、それを得るための活動や組織を指す。
インテリジェンスという語は多義的であり、その定義については学説や文脈により異なる見解が存在する。以下に代表的な定義をいくつか紹介する。

## インテリジェンスの定義
インテリジェンスには普遍的で明確な定義が存在するとは限らず、使用される文脈や立場によってさまざまな理解が存在する。
日本における代表的な学説の一つとして、北岡元は「国家安全保障にとって重要な、ある種のインフォメーションから、要求・収集・分析というプロセスを経て生産され、政策立案者に提供されるプロダクト」と定義しており、これは米国における主流の理解に近いとされる。
これに対し、大森義夫 (官僚)は「敵対戦力あるいはライバルについての秘密情報」や「対象側が隠している本音や実態すなわち機密を当方のニーズに合わせて探り出す合目的的な活動」として定義し、より狭義かつ実務的な観点を示している。
また、日本における政治的な文脈での定義としては、2006年3月3日に提出された衆議院議員鈴木宗男の質問主意書（質問第122号）に対し、内閣総理大臣名で発出された答弁書（内閣衆質164第122号、同年3月14日付）において、「インテリジェンスとは、一般に、知能、理知、英知、知性、理解力、情報、知的に加工・集約された情報等を意味するものと承知している」とされている。

## 概要
人は信念やサイコロの出目であってもそれに即した意思決定や行動ができる。だが多くの場合は、いくつかの情報に基づく客観的な知見に基づいて実際の決断をおこなう。この「判断のために情報を分析して得られる知見」をインテリジェンスという。主婦がお得な買い物のために集めた店舗間価格の比較表、企業が買収判断のために収集したライバル企業の売上見積もり、政府が警備強化のために解析したテロリストの活動状況など、意思決定を目的に情報を分析して得られた知見はすべてインテリジェンスである。
人は日常的にインテリジェンスを生成し利用している。例えば上司に頼まれてまとめた会議用資料はインテリジェンスである。ゆえに質を問わなければインテリジェンスは誰にでも片手間で作れる。しかしインテリジェンスは全ての意思決定の基礎であり、その品質は最終的な結果に決定的な影響を与える。ゆえにインテリジェンスを対象とした専門教育、インテリジェンスを専門に扱う職種、専門機関が存在する。
知見のもととなる情報は常に正しいとは限らない。ブラックプロパガンダとして流された偽情報（ディスインフォメーション）、思い込みが引き起こす飛ばし記事、命からがら帰還した飛行士の戦果報告がその一例である。情報を審査せず過信して利用すればそれに基づいた全ての判断が歪んでしまう。
したがって意思決定などの段階に上がる情報（=インテリジェンス）は精査され編纂されなければならない。原情報を審査して偽情報を避け、確度高い（が確実とは言えない）情報を複数方面から統合・解析してはじめて、インテリジェンスに相当する情報となる（図）。インテリジェンスは「霧の中に隠れた実像を解明すること」とも例えられる（戦場の霧）。インテリジェンス活動の一例には情報の収集・評価・普及（英: dissemination）が挙げられる。諜報活動も参考。

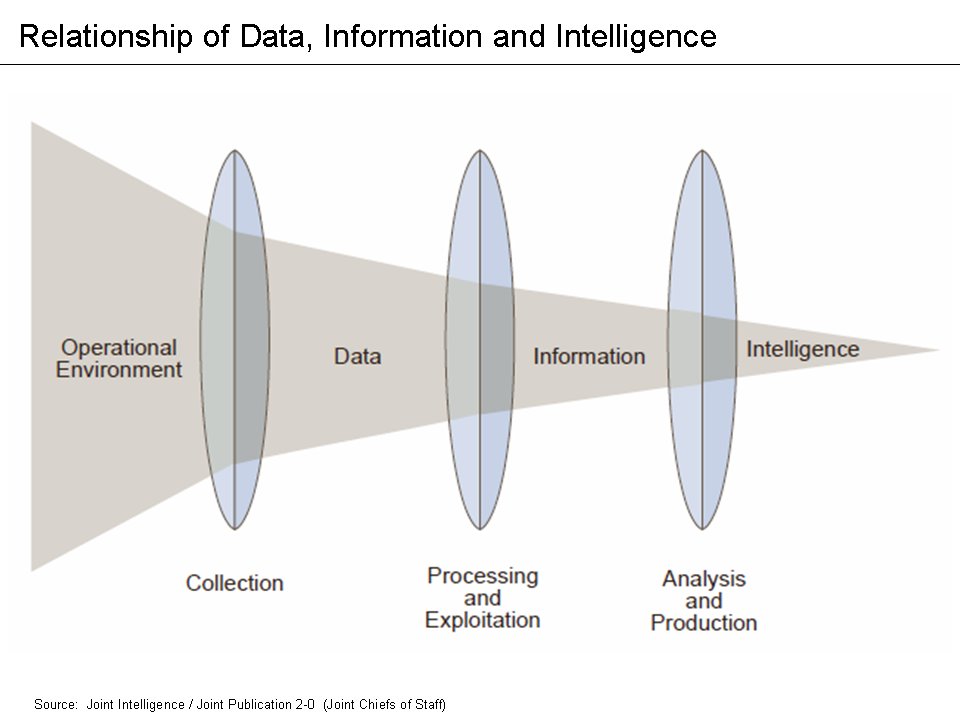
環境・データ・情報・インテリジェンスの関係

インテリジェンスを扱う専門機関は情報機関と呼ばれる。例としてアメリカ中央情報局（CIA; Central Intelligence Agency）やイギリス秘密情報部（MI6; Military Intelligence 6th）、日本では内閣情報調査室（CIRO; Cabinet Intelligence and Research Office）がある（参考: 情報機関の一覧）。組織間の連携組織をインテリジェンス・コミュニティーという。
元々は軍事情報に関する用語であったが現在では分野を問わず同じ意味で用いられる。ビジネスにおけるインテリジェンスは特にビジネスインテリジェンスと呼ばれる。スパイや盗聴は軍事的情報の収集法でありインテリジェンスの一要素だが、あくまで一要素に過ぎない。
インテリジェンス産生体制のモデルとしてインテリジェンス・サイクルがある。インテリジェンスに関連した意思決定モデルにはOODAループがある。
関連する警句には孫子の「彼を知り己を知れば百戦して殆うからず」がある。

## 特性

### 不確実性
インテリジェンスは事実ではない。インテリジェンスは事実を追い求めるものであり、言い換えれば不確実性がつきまとう（戦場の霧）。ゆえに意思決定の際に参照できるインテリジェンスの確信度（英: degree of confidence, confidence levels）が明示されなければならない。
アメリカ統合参謀本部のドクトリンでは低/中/高による3段階確信度が例示されている（表）。
| 要素                 | 低/Low                           | 中/Moderate          | 高/High                        |
| -------------------- | -------------------------------- | -------------------- | ------------------------------ |
| 裏付け/corroboration | 無                               | 部分的               | 有                             |
| 情報源/source        | 良 or 可                         | 良                   | 定評がある                     |
| 仮定/assumptions     | 多                               | 複数                 | 最小限                         |
| logical inferences   | 大部分が弱                       | 強 & 弱              | 強                             |
| intelligence gap     | 明白                             | 最小                 | 無 or マイナー                 |
|                      |                                  |                      |                                |
| 表現                 | 「可能性がある」「かもしれない」 | 「の様だ」「恐らく」 | 「ほぼ確実に」「と予測される」 |

### 相補性・相乗性
限られた情報から推察した実像（インテリジェンス）には欠損や不確実性がつきまとう。このとき複数の側面・情報源から情報を収集するとそれらが相補的・相乗的に働き、統合して生成されたインテリジェンスの精度と確信度が向上する場合がある（収集の相乗効果; Collection synergy）。このプロセスを fusion、そのように得られるインテリジェンスを all-source intelligence という。
例えば、地形変化を捉えた衛星写真（IMINT）・異常なノイズが発生した電波記録（ELINT）・核エネルギー長官が現地入りしたとのスパイ情報（HUMINT）の融合により、単一面では着想できなかったり確信を得られない核実験実施というインテリジェンスを生成できる。またall-source intelligenceの失敗例は、帝国陸軍参謀本部と帝国海軍軍令部の間で情報共有が適切になされなかった事例、911テロにおいてFBIの脅威情報がCIAと連携できなかった事例など、枚挙にいとまがない。
fusionを妨げる典型的な組織構造にストーブパイプス（情報サイロ）がある。すなわち特定の技術側面を担当する部署/サブインテリジェンスが独立して分析を行い、その過程ではfusionが達成できていない状態である。例としてSIGINTとHUMINTのfusion失敗が多数の航空機喪失を招いた第二次世界大戦ヨーロッパ戦域ボーデンプラッテ作戦が挙げられる（参考: ノルトヴィント作戦）。ストーブパイプスは組織論における「縦割り」「セクショナリズム」の一種とみなせる。

## 範囲
インテリジェンスに含まれる情報の範囲は様々である。天気・地形・人口など記述的（descriptive）インテリジェンス、それに基づいて可能性を推定するcapabilityインテリジェンス、各可能性の大きさを評価する予測的（predictive）インテリジェンスまで様々である。

### 予測
予測的インテリジェンスは将来の状態や人の意図を予測する。例えば軍事分野のインテリジェンスでは敵の意図（英: intentions）と行動方策（英: courses of action; COAs）の予測が重視される。
予測的インテリジェンスは大きな価値を持つ一方、より難易度とリスクが大きい。予測は原理的に確定不可能であり、必要な情報の幅がより広く、情報の欠損・偽情報・早期警戒のパラドックスからより大きな影響を受けることに起因する。ゆえに適切な範囲でリスクを取り有用な予測的インテリジェンスを生成し、利用時にその特性を認識していることが求められる。また予測的インテリジェンスの事後評価は早期警戒のパラドックスによる困難さが伴う。

### 保護・妨害
自らが保護するインテリジェンスを他者のインテリジェンスから守る（参考: 情報漏洩）・他者のインテリジェンスを妨害することもインテリジェンス活動に含まれる。これを防諜という。

## 活動
インテリジェンス活動は情報の収集・評価・普及（英: dissemination）など、様々な過程からなる。

### 情報収集
情報収集は対象や環境に関する情報を集める活動である。例えば戦場では、ISRやISTARという語が示すように、インテリジェンスのための情報収集プロセスとして監視や偵察がおこなわれる。システム運用における異常監視もビジネスインテリジェンスにおける情報収集である。非公然に機密へアクセスする諜報からSNSを総ざらいするOSINT情報収集まで、様々な手法が存在する。詳細は諜報活動を参考。